# Zingiber pubisquama
Zingiber pubisquama är en enhjärtbladig växtart som beskrevs av Henry Nicholas Ridley. Zingiber pubisquama ingår i släktet Zingiber och familjen Zingiberaceae. Inga underarter finns listade i Catalogue of Life.